# Veliki Ozebnik
Veliki Ozebnik je gora v slovenskem delu Julijskih Alp, ki je z 2480 m eden izmed najvišjih vrhov v osrednji skupini Jalovca (2645 m) in Mangarta (2678 m).
Nanj se lahko povzpnemo le po neoznačeni poti iz Zavetišča pod Špičkom (2064 m) ali razpotja pod Goličico, kjer se združita poti iz Jalovške škrbine in Ozebnika. Je tudi prva gora z juga proti severu, ki se loči od grebena Pelcev. Le-ta se razteza od Bavškega Grintavca (2347 m) preko Šmihelovca (2117 m), Skutnika (2172 m) na Zadnji Pelc (2315 m), Srednji Pelc (2338m), Veliki Pelc (2388 m) ter na konec grebena čez najvišji Pelc nad Klonicami (2442 m). Tam se greben konča in strmo pade proti Zavetišču pod Špičkom (2064 m).

## Jalovec
Jalovec je z 2645 m šesta najvišja gora Slovenije. Veliki Ozebnik je nesamostojna gora, ki je z Jalovcem povezana po njegovem neizrazitem južnem grebenu. iz juga tj. Florija (900 m) izgledata Jalovec in Veliki Ozebnik po obliki zelo podobna.

## Izhodišča
Na Veliki Ozebnik vodijo le delno-označene poti (tj.do nekega dela označene, naprej pa neoznačene), čeprav ga je mogoče osvojiti iz Zadnje Trente (900 m), Bavšice (698 m), Loške Koritnice (780 m) in Vršiča (1611 m).
| Izhodišče                                                | Čas vzpona | Višinska razlika | Težavnost                     |
| -------------------------------------------------------- | ---------- | ---------------- | ----------------------------- |
| Zadnja Trenta, 900 m (mimo Zavetišča pod Špičkom, 2064m) | 5h 30      | 1600 m           | Zahtevna, delno-označena      |
| Zadnja Trenta, 900 m (čez Jalovško škrbino)              | 5h 30      | 1600 m           | Zahtevna, delno-označena      |
| Bavšica (698 m)                                          | 7h 45      | 1800 m           | Zelo zahtevna, delno označena |
| Loška Koritnica (780 m)                                  | 7h         | 1700 m           | Zelo zahtevna, delno-označena |
| Vršič, 1611 m (mimo Zavetišča pod Špičkom, 2064 m)       | 6h 05      | 900 m            | Zahtevna, delno-označena      |
| Vršič, 1611 m (čez Jalovško škrbino)                     | 5h 30      | 900 m            | Zahtevna, delno-označena      |